# Henric Hackmann
Henric Hackmann (* 25. April 2003 in Kirchheim an der Weinstraße) ist ein deutscher Radsportler, der die Kurzzeitdisziplinen auf der Bahn bestreitet.

## Sportlicher Werdegang
Seit 2014 ist Henric Hackmann sportlich aktiv, seit 2018 im Bahnradsport. 2021 wurde er mit Luca Spiegel und Torben Osterheld deutscher Junioren-Meister im Teamsprint. Bei den Bahnradsport-Europameisterschaften der Junioren/U23 2023 errang er mit Spiegel und Willy Weinrich im Teamsprint die Bronzemedaille; im 1000-Meter-Zeitfahren belegte er Platz sieben. Im April 2024 startete er beim UCI Track Cycling Nations’ Cup im kanadischen Milton und belegte mit Stefan Bötticher und Pete Flemming im Teamsprint Rang neun.
Bei den U23-Europameisterschaften 2024 in Cottbus gewann Hackmann jeweils Silber im Sprint und im Zeitfahren. Wenige Wochen später erlangte er in Berlin im Keirin und im Zeitfahren seine ersten nationalen Meistertitel in der Elite. Im Sprint belegte er hinter seinem Teamkameraden vom Bahnrad-Team Rheinland-Pfalz Luca Spiegel Platz zwei. Anschließend wurde er für den Start bei den Bahnradsport-Weltmeisterschaften 2024 im dänischen Ballerup vorgeschlagen. Dort belegte er im Teamsprint, mit Nik Schröter, Luca Spiegel und Pete Flemming.
2025 wurde Henric Hackmann U23-Europameister im Zeitfahren.

## Berufliches
Henric Hackmann ist Mitglied der Spitzensportfördergruppe der Bundespolizei.

## Erfolge
2021
- Deutscher Junioren-Meister – Teamsprint (mit Luca Spiegel und Torben Osterheld)

2023
- U23-Europameisterschaft – Teamsprint (mit Luca Spiegel und Willy Weinrich)

2024
- U23-Europameisterschaft – Sprint, 1000-Meter-Zeitfahren
- Deutscher Meister – Keirin, 1000-Meter-Zeitfahren

2025
- U23-Europameister – 1000-Meter-Zeitfahren
- Deutscher Meister – Teamsprint (mit Colin Rudolph und Luca Spiegel)